# میلاد فراهانی
میلاد فراهانی (زادهٔ ۵ تیر ۱۳۶۷؛ کرج) بازیکن فوتبال اهل ایران است که در پست دروازه‌بان بازی می‌کند.